# Kortenbergtunnel
De Kortenbergtunnel is een verkeerstunnel in Brussel. De tunnel verbindt de Belliardtunnel met de A3/E40 aan de Auguste Reyerslaan (R21). De tunnel is een belangrijke verkeersader voor het verkeer dat Brussel wil verlaten, en is tussen het Robert Schumanplein en het kruispunt van de Kortenberglaan met de Notelaarsstraat enkelrichting, Brussel uit. De Kortenberglaan boven de tunnel is aangelegd voor tweerichtingsverkeer, enkel het laatste stukje bij het Schumanplein is enkelrichting, voor verkeer dat de hoofdstad binnen wil rijden. Onder het De Jamblinne de Mieuxplein en de Roodebeeklaan is de tunnel aangelegd voor tweerichtingsverkeer.
Onder het zuidwestelijke deel van de Kortenbergtunnel werd van 2008 tot 2015 de Schuman-Josaphattunnel aangelegd.
Annie Cordytunnel · Baljuwtunnel · Belliardtunnel · Boileautunnel · Deltatunnel · Georges Henritunnel · Hallepoorttunnel · Jubelparktunnel ·Koninginnetunnel · Kortenbergtunnel · Kruidtuintunnel · Kunst-Wettunnel · Louizatunnel · Madoutunnel · Montgomerytunnel · Naamsepoorttunnel · NAVO-tunnel · Pachecotunnel · Reyerstunnel · Rogiertunnel · Stefaniatunnel · Tervurentunnel · Troontunnel · Van Praettunnel · Vleurgattunnel · Wettunnel · Woluwetunnel